# جوشوا بي. سميث
جوشوا بي. سميث (بالإنجليزية: Joshua B. Smith)‏ هو سياسي أمريكي، ولد في 9 فبراير 1801، وتوفي في 17 يونيو 1860. حزبياً، نشط في الحزب الديمقراطي. وقد انتخب عضو جمعية ولاية نيويورك وانتخب عضو مجلس ولاية نيويورك.